# 希姆貝格山
47°47′14″N 15°55′25″E / 47.78722°N 15.92361°E

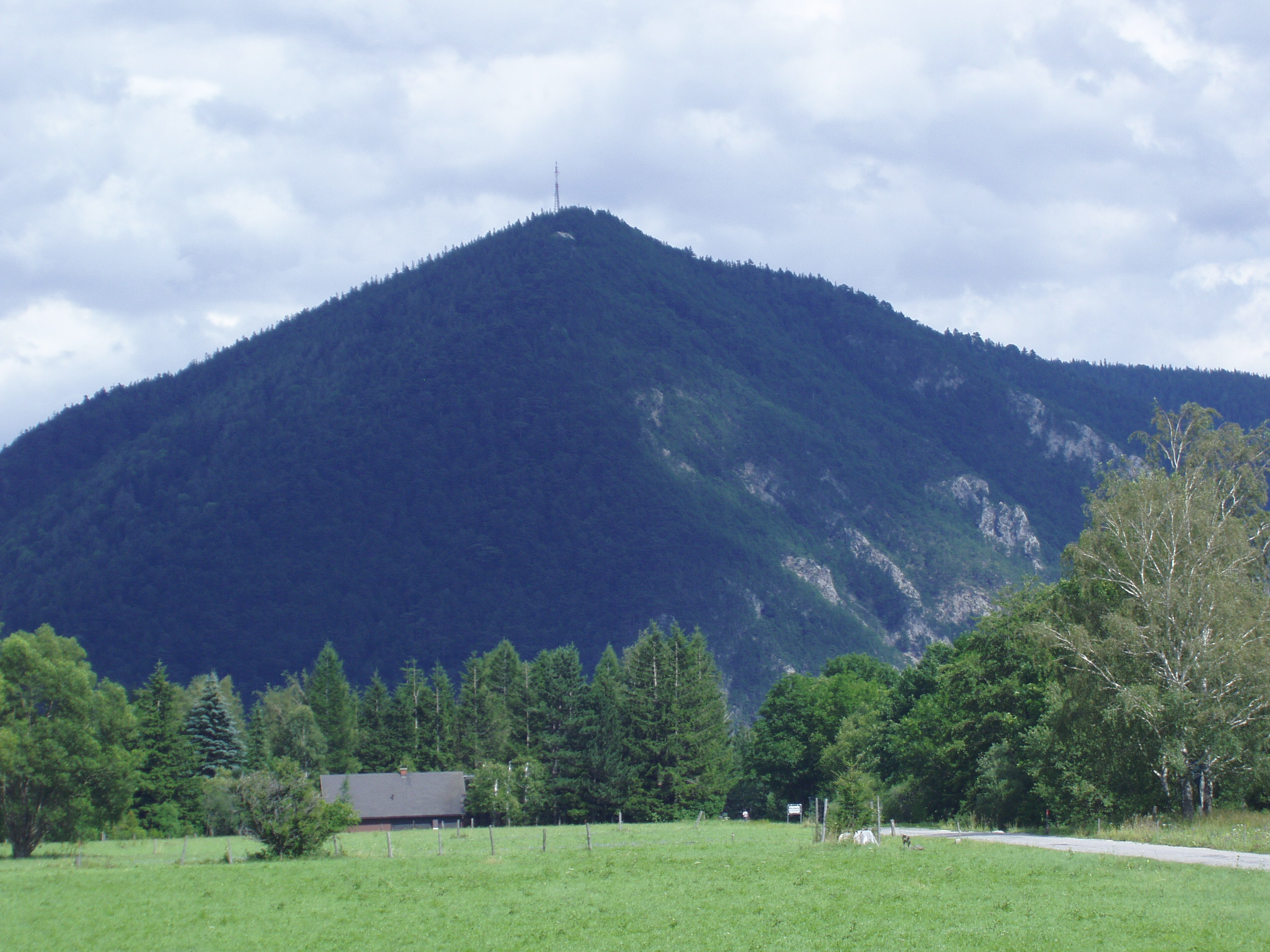

希姆貝格山（德語：Himberg），是奧地利的山峰，位於該國東北部，由下奧地利州負責管轄，屬於古滕施泰因阿爾卑斯山脈的一部分，處於施內山麓普赫貝格，海拔高度948米。